# Yves Gandon
Yves Pierre Louis Gandon, född 3 juni 1899, död 12 januari 1975, var en fransk författare.
Yves Gandon gjorde sig under mellankrigstiden känd som litteratur- och teaterkritiker bland annat i L’Intransigeant 1931–1939 och Les nouvelles littéraires 1929–1939. Efter andra världskriget medverkade han från 1945 i Minerve. I han publicerade även pastischer över moderna franska författares stil i Mascarades littéraires (1930) och Le démon du style (1938). Gandon framträdde även som roman- och novellförfattare med bland annat Maldonne (1929), Le grand départ (1939), Amanda (1942), Le métier d’homme (1943) och Le dernier blanc (1945). Gandon som debuterade som poet, har utgett diktsamlingen Prières de la dernière nuit (1943) och ett par samlingar kinesisk lyrik i översättning, Réveries sur les divins empereurs (1943) och La terrasse des désespoirs (1943).